# Starrel
Starrel ist ein kleines Dorf im Südwesten des Landkreises Lüchow-Dannenberg in Niedersachsen, das zur Gemeinde Schnega in der Samtgemeinde Lüchow (Wendland) gehört. Zurzeit wohnen dort 15 Einwohner in 3 Wohnhäusern.

## Lage
Starrel liegt im Naturpark Wendland.Elbe in der Mitte eines Straßendreiecks, das von der Bundesstraße 71 und den Straßen K 23 und L 261 gebildet wird. Nach Kreyenhagen im Westen und Spithal im Süden sind es jeweils etwa 2 km. Clenze liegt etwa 4 km im Nordosten. Der Ort ist umgeben von landwirtschaftlichen Flächen und Wald.
Etwa 700 Meter nordwestlich des Dorfes steht ein Stahlfachwerkturm (Lage), der Anfang der 1970er Jahre als Funkübertragungsstelle Clenze 1  für die Richtfunkverbindungen nach West-Berlin errichtet wurde. Von 1972 bis 1994 wurden mittels Überhorizontrichtfunk von dort Verbindungen zur Richtfunkanlage Berlin-Frohnau geschaltet.